# Романівська сільська рада (Поліський район)
| Романівська сільська рада — колишній орган місцевого самоврядування у Поліському районі Київської області з адміністративним центром у с. Романівка. Сільській раді підпорядковані населені пункти: - с. Романівка - с. Нівецьке - с. Черемошна |

## Склад ради
Рада складається з 12 депутатів та голови.

### Керівний склад ради
| ПІБ                         | Основні відомості                                                                       | Дата обрання | Дата звільнення |
| --------------------------- | --------------------------------------------------------------------------------------- | ------------ | --------------- |
| Сікорська Тамара Вікторівна | Сільський голова, 1962 року народження, освіта, член Соціалістичної партії України      | 26.03.2006   | 31.10.2010      |
| Сікорська Тамара Вікторівна | Сільський голова, 1962 року народження, освіта середня спеціальна, член Партії регіонів | 31.10.2010   |                 |

Примітка: таблиця складена за даними джерела